# Tinián
Tinián es una de las tres islas principales de la Mancomunidad de las Islas Marianas del Norte, actualmente bajo soberanía estadounidense. Tiene una extensión de 101 km² y su principal localidad es el pueblo de San José. A ocho kilómetros en dirección noreste se encuentra la vecina isla de Saipán, que acoge la capital del archipiélago, y a siete al suroeste la deshabitada Aguiján.

## Historia
La isla, que siempre ha estado muy poco poblada, fue reclamada por el Imperio español junto con el resto de las islas Marianas en 1667, llegando a partir de entonces algunos misioneros. La toponimia de la isla conservan nombres de la época colonial española, como son la localidad de San José y los cabos Puntan Diablo y Puntan Carolinas. 
En 1741 el almirante británico George Anson recaló en Tinián durante la guerra del Asiento, pero se retiró poco después. El navegante británico John Byron, durante su viaje de circunnavegación, acampó en la isla durante los meses de agosto y septiembre de 1765 para recuperar a los marineros enfermos y aprovisionarse: "El lunes 30 de septiembre, restablecidos ya perfectamente nuestros enfermos, dispuse que se embarcasen las tiendas, la fragua, el horno y cuanto teníamos en tierra y, provistos de cuantos víveres nos había proporcionado la isla, especialmente de cerca de dos mil cocos, cuya eficacia contra el escorbuto habíamos experimentado, aparejamos el 1 de octubre y salimos de la rada de Tinián. donde habíamos hecho un descanso de nueve semanas."
El dominio español duraría hasta 1899, año en que España, incapaz de mantener el control sobre sus posesiones en Oceanía, tras la pérdida de las Filipinas durante la Guerra Hispano-Estadounidense accedió a vendérselas al Imperio alemán.
Durante el breve periodo que duró la administración alemana la isla permaneció prácticamente vacía, siendo ocupada por los japoneses tras la Primera Guerra Mundial. Estos construyeron plantaciones de caña de azúcar y 3 pequeñas pistas para aviones, además de desplegar una gran guarnición defensiva que perduraría hasta la conquista de la isla por los Estados Unidos en julio de 1944. Tras la victoria. los estadounidenses convirtieron Tinián en una gran base aérea capaz de acoger bombarderos, disponiendo las pistas e instalaciones de forma que recordaban el plano urbano de la isla de Manhattan y las bautizaron en consecuencia: el hospital militar, por ejemplo, fue llamado "Central Park", y el área donde se encontraba la antigua base japonesa "The Village", en referencia a Greenwich Village. Durante el restante año de guerra Tinián se convirtió en la base aérea en el Pacífico con mayor actividad, acogiendo el despegue de la gran mayoría de aviones destinados a bombardear las principales ciudades japonesas. 
De Tinián despegaron los aviones que lanzaron las dos bombas atómicas sobre Hiroshima y Nagasaki, el Enola Gay y el Bockscar, respectivamente.

## Estado actual
Tras el fin de la Segunda Guerra Mundial la isla retornó a un estado de subdesarrollo en el que todavía se encuentra. Las viejas instalaciones militares permanecen abandonadas a la naturaleza, con la única excepción de un monumento situado en el lugar donde estuvieron las bombas y un pequeño aeropuerto que sólo tiene tráfico con Saipán, un trayecto de unos cinco minutos. El viaje también se puede hacer en barco, aunque sólo hay una salida y una llegada por día. Los principales negocios son dos gasolineras y un casino, aunque el gobierno local tiene la intención de construir cuatro más con la intención de atraer más turismo.
En 2000, el censo de población efectuado por el gobierno de Estados Unidos contabilizaba un total de 3540 habitantes en la isla. Son lenguas oficiales el inglés y el chamorro (mezcla de español, austronesio, japonés y alemán) y profesan mayoritariamente la religión católica. Se conservan las ruinas de la "Old San Jose Bell Tower" de la época española.